# تاريخ الأعلام

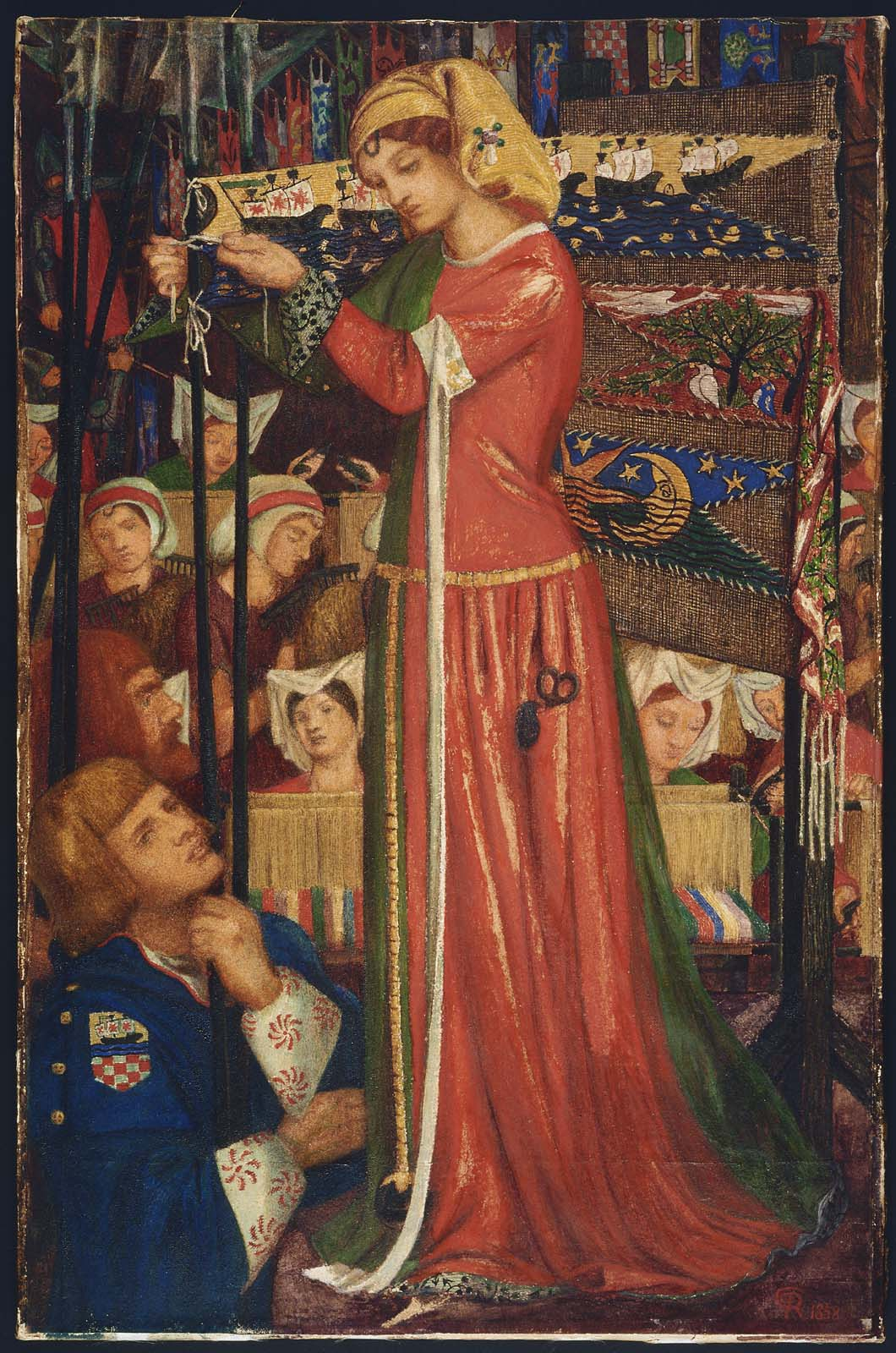
قبل المعركة ، دانتي غابرييل روسيتي (1858) ، يظهر امرأة تعلق علمًا على عمود رمح

العلم هو قطعة مميزة تستخدم كرمز أو جهاز إشارة أو للزينة. يعد أصل الأعلام غير معروف، وصفت الرموز الشبيهة بالأعلام منذ القرن الحادي عشر قبل الميلاد في الصين والحضارات القديمة الأخرى مثل مصر وروما. خلال فترة العصور الوسطى، سمح الحرير المستورد من الصين لمجموعة متنوعة من الشعوب، مثل العرب والإسكندنافيين، بتطوير الأعلام التي ترفرف من الأعمدة. أدت التطورات في أعلام النبلاء إلى إنشاء لافتات شخصية للحكام وغيرهم من الأشخاص المهمين في الممالك الأوروبية. بدأ استخدام الأعلام بانتظام على متن السفن لتحديد الهوية والتواصل في عصر الشراع. في القرن الثامن عشر وما بعده، أدى المد المتصاعد للقومية حول العالم إلى بدء عامة الشعب في تعريف أنفسهم بطريقة منتظمة بالدول القومية ورموزها، بما في ذلك الأعلام. في العصر الحديث، يستخدم كل كيان وطني والعديد من الكيانات دون الوطنية الأعلام لتحديد الهوية.

## أعلام أولية

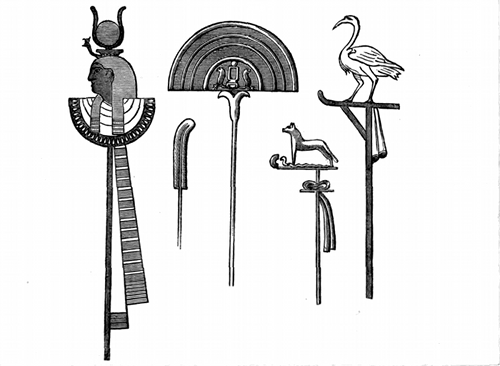
رسم توضيحي للرموز المصرية.

أصل الأعلام مجهول. جاءت بعض أقدم اللافتات المعروفة من الصين القديمة لتحديد أجزاء مختلفة من الجيش. على سبيل المثال، سجل أن جيوش سلالة تشو في القرن الحادي عشر قبل الميلاد حملوا راية بيضاء أمامهم، مع أنه لا يوجد صور موجودة لهذه الرايات. يتمثل التمثيل المبكر لمثل هذه الأعلام الصينية في منحوتة منخفضة النحت على قبر الإمبراطور (وو أوف هان)، والتي تُظهر فارسين يحملان لافتات مثبتة على الأعمدة والسواري.
يمكن العثور على تمثيلات مبكرة للرايات على النقوش البارزة المصرية مثل نارمر باليت، والذي يُقال إنه التمثيل الأقدم. كانت هذه الدعامات، أو الرايات الشبيهة بالعلم، رموزًا لأسماء مصر. ما قبل الأسرات في الواقع، عزز الكتاب اليونانيون القدماء إنشاء الرايات إلى المصريين. وفقًا لديودوروس، تكونت الرايات المصرية عمومًا من أشكال حيوانات مقدسة في نهاية عصا الرمح. كان الرمز الآخر المستخدم غالبًا هو شخصية تشبه مروحة نصف دائرية ممتدة.

### الرايات الرومانية

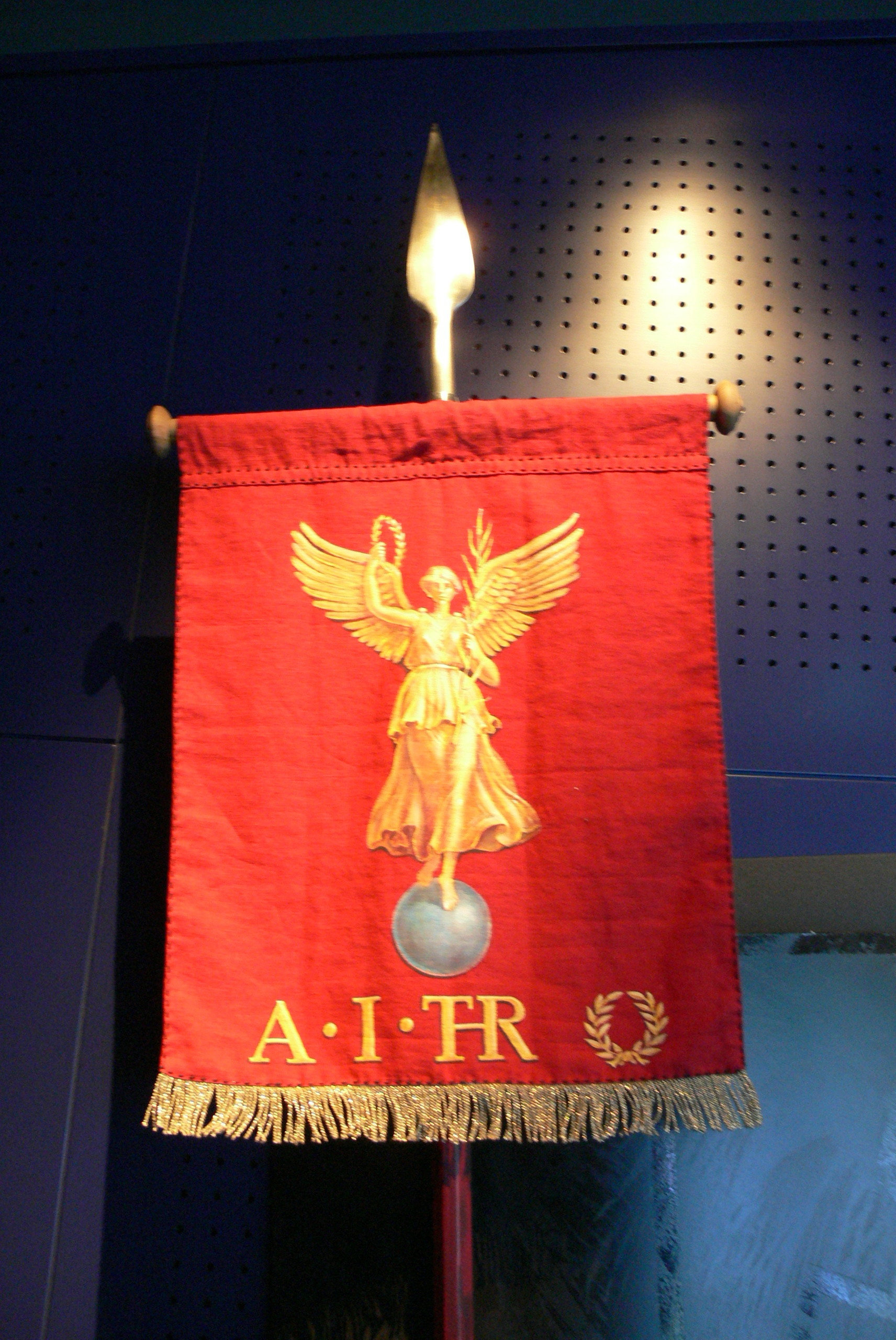
استنساخ حديث لسلاح الفرسان الروماني

بينما استخدم الفرس لافتات من القماش لتحديد جيوشهم، كان الرومان هم أول من استخدم هذه الرموز على نطاق واسع لتمثيل جيوشهم. استخدمت هذه اللافتات، المعروفة أيضًا باسم فيكسيلوم ، [أ] لتمثيل كل وحدة عسكرية بدءًا من نحو مئة سنة قبل الميلاد. كان الفيكسيلوم مكونًا من قطعة قماش مثبتة بقضيب متصالب أعلى الرمح، وأحيانًا بهامش حول الخارج. يعود تاريخ فيكسيلوم الروماني الوحيد الموجود إلى النصف الأول من القرن الثالث الميلادي ويقع في متحف بوشكين للفنون الجميلة. إنها قطعة مربعة تقريبًا من قماش الكتان الخشن عليها صورة الإلهة فيكتوريا.
استخدم الأباطرة الرومان لافتة مشابهة في الشكل تسمى لاباروم. غالبًا ما حملت عليها تمثيل الإمبراطور، تارة لوحده وأحيانًا برفقة  أفراد عائلته الرئيسيون. أصبح مرتبطًا بقسطنطين العظيم والمسيحية لاحقًا بعد أن سار تحت لاباروم يحمل كاي رو. كانت هذه الرايات الرومانية محروسة بالتبجيل الديني في معابد العاصمة والمدن الرئيسية للإمبراطورية.
انتشرت راية رومانية أخرى على نطاق واسع بحلول وقت مؤلف القرن الرابع فيجيتيوس هو دراكو أو التنين، وهو رمز اقتُرض في الأصل من البارثيين في وقت ما بعد وفاة تراجان. يأخذ شكل تنين مثبت على رمح بفكوك فضية وجسم من الحرير الملون. عندما تهب الرياح على فكيه المفتوحين يتضخم الجسم، على غرار الرياح. كان يحتوي في بعض الأحيان على جهاز لإصدار صوت صافرة حاد، ويستخدم لتخويف قوات العدو.

## فترة العصور الوسطى
مع ابتكار الحرير في الصين والانتشار اللاحق على طول طريق الحرير، بدأت الأعلام كما نعرفها اليوم في التطور. استُخدمت الأعلام التي تتكون من قماش متصل بعمود من جانب واحد لأول مرة بأسلوب منتظم من قبل المسلمين الذين قدموها إلى العالم الغربي، مع أنها لم تكتسب شعبيتها حتى نهاية القرن التاسع. غالبًا ما تُذكر الأعلام في التاريخ المبكر للإسلام وربما جرى نسخها من الهند. يقول التقليد إن الرسول  محمد (ص )رفع العلم الأسود في أثناء فتح مكة في القرن السابع، وأن أتباعه رفعوا الأعلام الخضراء. هناك أدلة على استخدام مثل هذه الرايات من قبل أحفاد الرسول محمد (ص) في أثناء الخلافة الراشدة وما بعدها والتي كانت بوجهٍ عام مثلثة الشكل ونُقلت من سارية علم عمودية. استخدمت السلالات الإسلامية اللاحقة مجموعة متنوعة من اللافتات الملونة المختلفة لتعريف أنفسهم وغالبًا ما كانت تُرسم من الأعلام التي يُفترض أن النبي قد رفعها خلال حياته.
استخدم الفايكنج على نطاق واسع علم طائر عمودي في أواخر القرن التاسع وهو راية الغراب. على الرغم من عدم وجود رسم توضيحي كامل لهذه اللافتة، فمن المحتمل ظهورها على عملات نورثمبريا من بداية القرن الحادي عشر وما بعده.

## هوامش
1. ↑  In medieval times the صولجان الأسقف of the أسقف often had a small scarf attached to it. This was known as the vexillum, and was supposed to be derived from the Labarum because of its association with the first Christian emperor, قسطنطين العظيم.[7]
2. ↑  The الدولة الأموية are said to have used راية بيضاء to honour the غزوة بدر، محمد first major battle. The الدولة العباسية used a راية العقاب to set themselves apart from the Umayyads who they overthrew and as a sign of mourning for the deaths of the prophet's relatives at the معركة كربلاء. The الشيعة الدولة الفاطمية used the white standards as well as green flags as it was thought to be the prophet's favourite colour.[19] See الرايات والأعلام الإسلامية for more information.